# 和漢朗詠註抄
『和漢朗詠註抄』（わかんろうえいちゅうしょう）は、釈無名によって編まれた『和漢朗詠集』の注釈書。『註抄』、『註略抄』とする写本もある。
院政最末期から鎌倉時代の極初期に成立したと考えられる。先行する『和漢朗詠集』の諸注釈を大成することを意図して編まれたらしく、『朗詠江注』など先行する注釈書を引用している。特に、『和漢朗詠集私注』を多く引用しており、著者の釈無明は、『和漢朗詠集私注』の信阿とほぼ同時代の学僧ではないかとの指摘もある（山崎誠）。漢文体を採用し、さらに故事や関連する資料を徹底して集成しているところから、漢学に詳しい人々向けの注釈書であると考えられている。